# Over The Top (バンド)
Over The Top（オーバーザトップ）は、日本のロックバンドである。2017年結成。2018年1月5日をもって解散。

## メンバー
- 岸野里香（きしの りか、1994年6月4日 - ）
ボーカル担当。元NMB48のメンバー。
- 坂本夏樹（さかもと なつき、1985年8月28日 - ）
ギター担当。元チリヌルヲワカのギタリスト。
- 永見和也（ながみ かずや、1986年5月11日 - ）
ベース担当。universe（現在は活動休止中）のベーシストとしても活動。
- 田中裕基（たなか ゆうき、1987年2月7日 - ）
ドラムス､DJ担当。元the Lampsのドラマー。

## 来歴
2016年10月15日 岸野がシンガー転身を目指すため、1期生として約6年間在籍したNMB48を卒業。2017年2月にOver The Topを結成した。
2017年5月31日 DREAMUSICからメジャーデビューを果たした。
2018年1月5日 岸野の結婚・妊娠により、解散を発表した。

## タイアップ
| 起用年 | 楽曲          | タイアップ |
| ------ | ------------- | --- |
| 2017年 | 僕らの旗      | TBS・MBS系全国ネット「プレバト!!」 2017年4、5月度エンディングテーマ |
| 2017年 | ビバ無我夢中  | TBS「トコトン掘り下げ隊!生き物にサンキュー!!」 2017年7-9月度エンディングテーマ テレビ埼玉「高校野球ダイジェスト2017」（第99回全国高等学校野球選手権埼玉大会）テーマソング |
| 2017年 | Youthful Days | BSジャパン 女子ソフトボール JAPAN CUP2017 中継ソング |

## 出演

### ラジオ
- むらかみゅーじっく on Listen with（2017年5月16日）岸野と田中のみ

### テレビ
- 関内デビル（2017年8月、9月4日 – 8日、tvk）[3] – 従レクボウリング!!に出場し勝利。喫茶店ゲストとして登場。